# Puperita
Puperita  (лат.) — род улиток с оперкулумом из семейства Neritidae.

## Виды
- Puperita bensoni (Recluz, 1850)[3]
- Puperita pupa (Linnaeus, 1767)[4] — обитает в солоноватой воде